# Amy Holland
Amy Holland (ur. 15 sierpnia 1953 roku jako Amy Boersma) – amerykańska piosenkarka muzyki pop i rock.
Jej matka, Esmeralda, była piosenkarką country, zaś ojciec Harry Boersma śpiewakiem operowym. Jej pierwszy album wydał Michael McDonald, z którym pobrała się w 1983 roku i z którym ma dwójkę dzieci, Dylana (ur. 1987) i Scarlett (ur. 1991). Popularność zyskała dzięki umieszczaniu jej utworów na ścieżkach dźwiękowych popularnych filmów, począwszy od Scarface z 1983 roku z Alem Pacino w roli głównej. Ponadto jej utwór znalazł się też wśród muzyki radiowej w grze GTA III.

## Dyskografia
- Amy Holland (1980)
- On Your Every World (1983)
- The Journey to Miracle River (2008)